# هومر باين
هومر باين (بالإنجليزية: Homer Paine)‏ هو لاعب كرة قدم أمريكية أمريكي، ولد في 20 سبتمبر 1923 في هينيسي في الولايات المتحدة، وتوفي في 5 يوليو 2010.

## وصلات خارجية
- هومر باين على موقع مرجع كرة القدم المحترفة.كوم (الإنجليزية)